# Джебеджян, Араксия
Ара́ксия (Ара́кси) Джебеджя́н (арм. Արաքսյա Ճէպէճեան, англ. Araxia Jebejian, Djebedjian; Антеп, Турция, 1880 — Дейр-эз-Зор, Сирия, 1916) — армянская общественная активистка и подвижница. Жертва Геноцида армян.

## Биография и образование

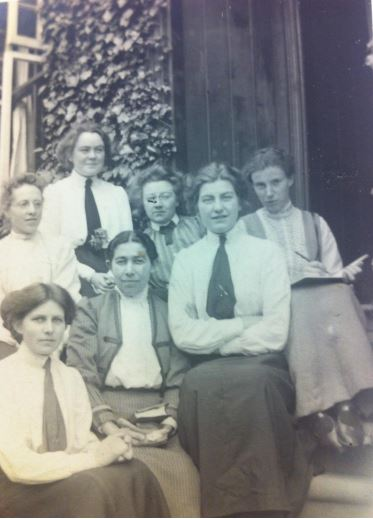
Араксия (вторая слева в нижнем ряду) с однокурсниками в колледже Вудбрук в 1912 году

Родилась в 1880 году в городе Антеп (провинция Алеппо Османской империи) в зажиточной и известной семье Кеворка Аги Джебеджяна, придававшем большое значение образованию своих детей. В армянской части города до Геноцида проживали 30 000 армян.
Училась в Антепе в местной средней армянской школе «Айганушян», затем продолжила образование в Американской семинарии для девочек Антепа и в Американском колледже для девочек в Мараше. В 1912 году она уехала за границу и поступила в Теологический колледж Вудбрука в Бирмингеме (Англия). В 1914 году вернулась обратно в Антеп и преподавала в колледже Мараша и школе любителей образования (Гртасирадз) Антепа.

## Во время Геноцида

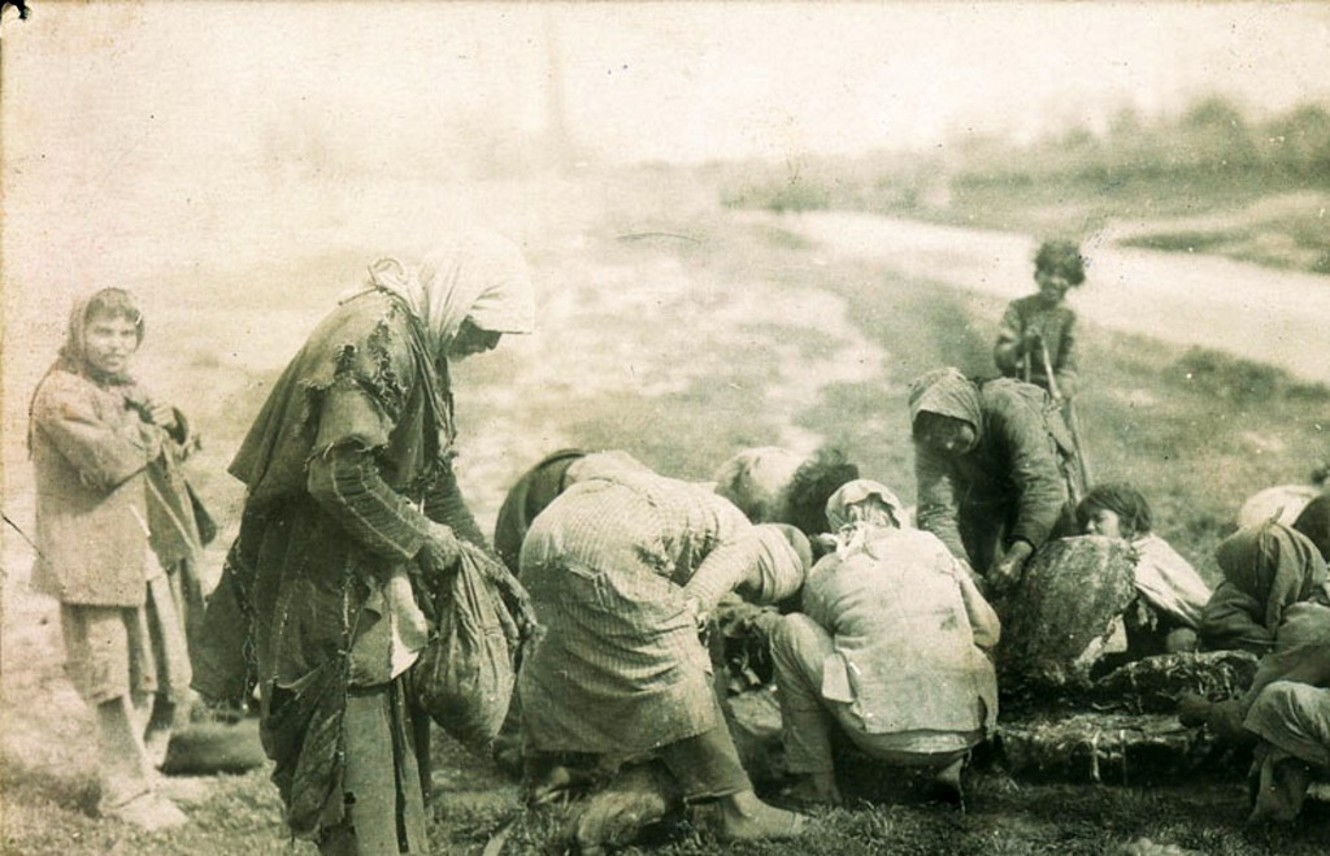
Армяне-беженцы у мёртвой лошади в Дейр-эз-Зорском концлагере

Араксия могла бы остаться и спастись в Антепе в 1915 году, но решила присоединиться к своей семье и народу во время их высылки в концлагерь Дейр-эз-Зор. Когда они проезжали через город Эль-Баб, губернатор, очарованный её красотой и умом, предложил ей стать его женой. Араксия, принадлежавшая к Армянской апостольской церкви и на протяжении всей своей жизни, вплоть до смерти, проповедовавшая Евангелие, ответила: «Я не хочу отделяться от матери и членов моей семьи. Я предпочитаю быть с ними в Дер Зоре и умереть в пустыне, чем быть женой нехристианина».
Губернатор Дейр-эз-Зора Али Суад-Бей знал о финансовой помощи, которую получала Араксия, и помогал ей. Но вскоре власти Османской империи отстранили Али Суад-Бея от должности и перевели в Багдад, заменив его на садиста Салиха Зеки-Бея, ускорившего убийство армян, достигших Дейр-эз-Зора.
За время своего пребывания в Дейр-эз-Зоре в течение года Араксия всеми силами помогала армянским беженцам и раздавала им деньги, которые иногда получала от швейцарской миссионерки Беатрис Ронер. В секретных письмах европейским миссионерским и благотворительным организациям Араксия описывала отчаянное положение десятков тысяч армян в Дейр-эз-Зорском концлагере и их неминуемую смерть под властью Зеки-бея: «Никто из нас не знает, когда и куда мы отправимся. Бедность и жалость армянского населения неописуемы… Каждый день мы выкупаем трех или четырёх проданных девушек».

## Гибель
Армян начали перегонять из Дейр-эз-Зора для заключительного этапа истребления. Но как только обреченные люди перешли реку Евфрат, Зеки-Бей послал солдат задержать Араксию вместе с директором школы Акопом Зейтунцяном и девятью участниками молодёжного музыкального коллектива, одним из которых был младший брат Араксии — Ерванд. Их отправили в тюрьму обратно в город Дейр-эз-Зор и там Зеки-Бей лично пытал каждого. Араксия вызвала ещё большую ярость Зеки-Бея, отказавшись выйти за него замуж, и в 1916 году Зеки-Бей собственноручно застрелил её.
Из девяти членов семьи Араксии выжил только один её брат Дикран.

## Память
В зале гольф-клуба Вудбрук в Англии как дань уважения подвижничеству Араксии Джебеджян установлена мемориальная доска.